# Callionymus sanctaehelenae
Callionymus sanctaehelenae là một loài cá thuộc họ Callionymidae. Nó là loài đặc hữu của Saint Helena.